# بيل ريغان
بيل ريغان (بالإنجليزية: Bill Regan) هو لاعب كرة قاعدة أمريكي، ولد في 23 يناير 1899 في بيتسبرغ في الولايات المتحدة، وتوفي بنفس المكان في 11 يونيو 1968.